# Elettrocumulatore
L'elettrocumulatore è un dispositivo che in chimica analitica e spettrofotometria è utilizzato per accumulare elettroni dopo la fiamma.
Si posiziona all'interno del monocromatore in modo da ottenere un segnale più alto. Il suo compito è attirare gli elettroni per aumentare la sensibilità dello strumento ed ottenere misure più precise. Grazie ad esso è inoltre possibile prevenire le interferenze tra fotoni ed elettroni.